# 大船渡市山林火災

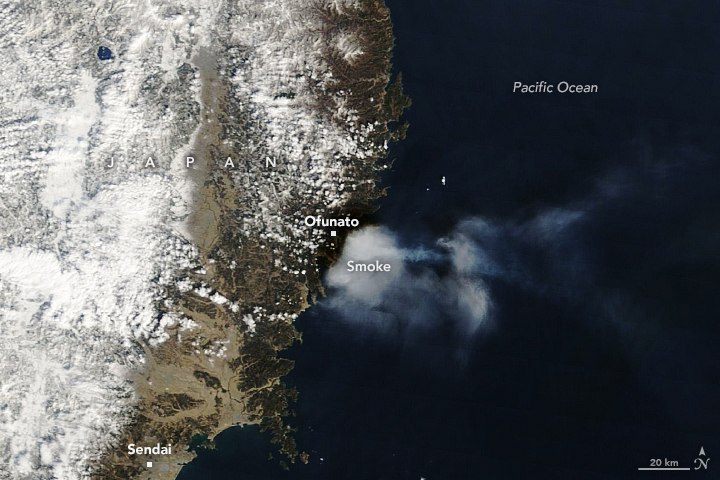
NASAが公表した、3月1日の衛星画像。大船渡市の東方海上に、火災に由来する煙が写っている。

大船渡市山林火災（おおふなとしさんりんかさい）は、2025年（令和7年）2月26日に岩手県大船渡市で発生した山林火災。4月7日に鎮火が宣言された。2025年5月現在、原因はなお調査中である。赤崎町合足あたりで発生した地表火（落ち葉や下草が燃える）が強風に煽られ、三陸町八ケ森に広がり、そこで大規模な樹冠火（先端の葉から木全体が燃え、飛び火が発生して広がりやすい）となって拡大、さらにその火の粉が湾対岸の田浜地区に風で運ばれ同時多発的に火災が発生したとみられる。
大船渡市赤崎町合足地区や三陸町綾里の広範囲が焼失した。焼失面積は2025年3月6日14時時点で2900haにのぼり、1992年（平成4年）の北海道釧路市で発生した山林火災（焼失面積1030ha）を上回り、平成以降日本最大規模の山林火災である。

## 時系列
本項の火災は2025年2月26日に岩手県大船渡市で発生した山林火災であるが、大船渡市や隣接する陸前高田市では2月下旬に3件の山林火災が相次いで発生した。時間は24時間表記。この2月1か月間の大船渡の降水量は観測史上最低の2.5mmであった。
- 2月19日
  - 11時55分頃 - 岩手県大船渡市三陸町綾里田浜下の山林で「煙が見える」と119番通報[6]。
- 2月25日
  - 15時5分頃 - 2月19日に発生した山火事が鎮圧状態となる[6]（焼失面積はおよそ324ヘクタール[7]、大船渡市は15時半に田浜地区に出していた避難指示を解除[7]）。
  - 15時20分頃 - 岩手県陸前高田市小友町柳沢の山林でゴミ焼きの火が燃え移ったとみられるとの119番通報[6]。
- 2月26日
  - 正午頃 - 2月25日に陸前高田市で発生した山火事が鎮圧状態となる[6]（陸前高田市と大船渡市にまたがる山林で発生し、焼失面積は同日11時時点でおよそ8ヘクタール[8]、陸前高田市は小友町の71世帯155人に出していた避難指示を同日正午に解除[8]、大船渡市も末崎町の162世帯391人に出していた避難指示を同日正午に解除[8]）。
  - 13時2分 - 岩手県大船渡市赤崎町合足（あったり）の合足漁協近くの建物付近で火災が発生し、大船渡地区消防組合消防本部に119番通報[1][6]（本項の火災）。
  - 13時33分 - 大船渡市が災害対策本部を設置[9]。
  - 13時40分頃には「岩手めんこいテレビ」が火災現場に駆け付け、映像を撮影している。
  - 14時 - 岩手県が災害特別警戒本部を設置（県本部及び大船渡地方支部）[9]。岩手県から陸上自衛隊岩手駐屯地へ災害派遣要請[9]。この頃、湾対岸の田浜地区でも同時多発的に火災が発生する。
  - 14時14分 - 大船渡市綾里地区全域、合足地域に避難指示[9]。
  - 14時30分 - 消防庁国民保護・防災部長を長とする消防庁災害対策本部を設置（第2次応急体制）[1]。
  - 15時34分 - 岩手県知事から消防庁長官に対して緊急消防援助隊の応援要請[1]。消防庁長官を長とする消防庁災害対策本部に改組（第3次応急体制）[1]。
  - 15時50分 - 岩手県が災害対策本部を設置[1]（県本部及び大船渡地方支部の災害特別警戒本部を災害対策本部に移行）[9]。
  - 17時 - 消防庁職員8人を岩手県庁、大船渡地区消防組合消防本部、花巻空港へ派遣[9]。
  - 17時20分 - 田の尻地区小路漁港の孤立者約15名の救助完了[9]。
  - 19時 - 災害救助法の適用を決定[9]。
- 2月27日
  - 0時 - 内閣官房に情報連絡室を設置[9]。
  - 7時10分頃 - 大船渡市三陸町綾里小路の県道付近の路肩に倒れている男性一人の遺体が発見される[10]。
  - 16時45分 - 大船渡市大立地域、永浜地域、清水地域、蛸ノ浦地域、外口地域、長崎地域に避難指示[9]。
- 2月28日
  - 9時 - 内閣官房の情報連絡室を官邸対策室に改組[9]。
  - 16時 - 消防庁職員3人を岩手県庁、大船渡地区消防組合本部に向け派遣[9]。
  - 18時13分 - 大船渡市宿地域、後ノ入地域、大洞地域、生形地域、山口地域、森っこ地域に避難指示[9]。
- 3月1日
  - 7時30分 - 大船渡市甫嶺東地域、甫嶺西地域、上甫嶺地域に避難指示[9]。
- 3月5日
  - 内閣総理大臣の石破茂は、激甚災害の指定を検討していると表明した[11]。
  - 3月5日は雨が降って、延焼拡大がなかった[12]。
- 3月6日
  - 16時 - 被災者生活再建支援法の適用を決定（県告示、国発表）[13]

- 3月7日

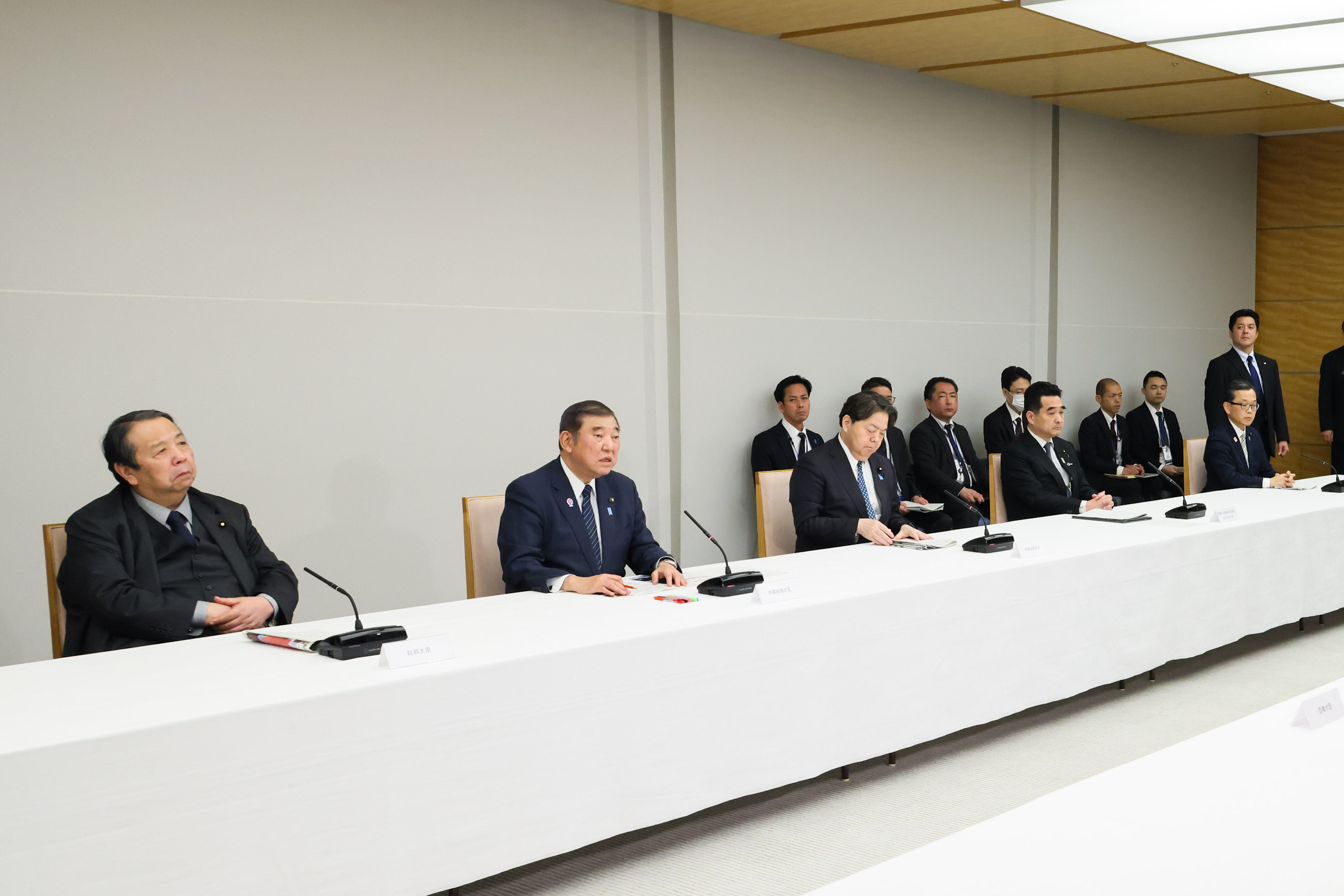
岩手県大船渡市の林野火災に関する関係閣僚会議（2025年3月7日）

  - 10時 - 宿地域、後ノ入地域、大洞地域、生形地域、山口地域、森っこ地域（対象者数415世帯957人）の避難指示を解除[13][14]。
- 3月8日
  - 13時 - 甫嶺東地域、甫嶺西地域、上甫嶺地域（対象者数141世帯333人）の避難指示を解除[15][16]。
- 3月9日
  - 13時 - 大立地域、永浜地域、清水地域、蛸ノ浦地域（対象者数361世帯882人）の避難指示を解除[17]。
  - 17時 - 大船渡市が鎮圧宣言[18][19]。
- 3月10日
  - 10時 - 綾里地区全域及び合足地域（対象者数873世帯2,114人）、外口地域及び長崎地域（対象者数106世帯310人）の避難指示を解除[20]。これにより避難指示は全域で解除となった[21]。
- 3月17日
  - 8時30分 - 消防法第35条の3の2に基づく消防庁長官調査を実施するため、消防庁職員2人、消防研究センター職員7人が大船渡市に派遣される[22]。
- 3月19日
  - 16時30分 - 岩手県災害対策本部（県本部及び大船渡地方支部）を廃止して24時間危機管理警戒体制に移行[22]。なお、大船渡市の災害対策本部は継続[22]。
- 3月25日
  - 激甚災害に対処するための特別の財政援助等に関する法律の局地激甚災害として指定すること（「令和七年二月十九日に発生した大火による岩手県大船渡市の区域に係る災害についての激甚災害及びこれに対し適用すべき措置の指定に関する政令」）を閣議決定[23][24]。同政令は3月28日公布・施行[23]。
- 4月7日
  - 17時30分 - 県防災ヘリによって再燃の恐れが無いことが確認され、鎮火を宣言[3]。

## 被害
死者1人（90代男性、焼死）が確認されている。2月27日午前7時10分ごろ大船渡市三陸町綾里小路の県道付近の路肩で発見された。高齢のため運転免許を返納しており、避難するため自宅を出て歩いていたものの火から逃げきれなかったとみられる。避難指示は4,596人に出された。多くが東日本大震災に続く避難となったという。
住宅被害について、大船渡市は3月9日12時時点で住家102棟（うち全壊76棟）、非住家108棟（うち全壊95棟）としているが、 外観調査により確認した被害棟数であり今後の調査状況で変動する場合があるとしている。2025年5月現在、被害は建物226棟（うち全壊175棟）とされている。

焼失面積は3月5日午前6時の時点で約2900haに拡大し、大船渡市の面積の9%相当に及んでいる。最終的に、焼失面積は三陸町と赤崎町で3370haとされている。
- 焼けた気仙地方森林組合の重機
- 民家跡と焼けた軽トラック
- 焼けた杉の木とモルタル小屋の残骸

## 消火活動
大船渡地区消防組合、大船渡市消防団、県内消防本部の相互応援隊、他県からの緊急消防援助隊が地上消火活動等を実施。
2月26日15時34分、岩手県から消防庁長官に対して緊急消防援助隊の派遣要請が行われた。総務省消防庁は周辺の自治体に緊急消防援助隊の出動を要請し、2025年3月2日11時時点で岩手県に加え14都道県（青森県、秋田県、宮城県、山形県、福島県、新潟県、茨城県、栃木県、群馬県、東京都、埼玉県、千葉県、神奈川県、北海道）による緊急消防援助隊が活動にあたった。全体の統括指揮は仙台市消防局があたることになり、東京消防庁、新潟市消防局、横浜市消防局が指揮支援を担った。2月26日、最大瞬間風速は18.1m/sを記録、風向きもたびたび変わり、足場の悪いリアス式海岸の急斜面もあって、消火は難行する。山中で消火栓がないため、ホースを2kmつないで海から取水、散水したが水圧が弱まり、火が迫る勢いを抑えることが出来なかった。3月5日、降雨が始まる。3月9日17時に大船渡市は火勢が収まり延焼のおそれはなくなったとして「鎮圧」を宣言したが、焼失面積が広く、完全な鎮火にはなお時間がかかるとしており残り火などの消火活動を行っている。しかし、完全な「鎮火」の発表は4月7日となる。
また、空中消火活動等では3月7日時点で、散水消火活動に岩手県防災ヘリ1機、宮城県防災ヘリ1機、仙台市消防ヘリ1機、福島県防災ヘリ1機、新潟県防災ヘリ1機、横浜市消防局ヘリ1機、札幌市消防局ヘリ1機、自衛隊大型ヘリ8機が担当した。なお、防災ヘリ等は散水なしあるいは自県待機となった日もある。また、偵察活動に同日時点で自衛隊中型ヘリ3機、岩手県警ヘリ1機、宮城県警ヘリ1機、横浜市消防ヘリ1機が担当した。
自衛隊については3月14日に、緊急消防援助隊については3月19日に航空小隊を除いて活動を終了した。

## 影響

### 避難状況
大船渡市は2月26日14時14分に873世帯2,114人に避難指示を出すととも6つの避難所を開設した。その後、対象地区は拡大し、大船渡市は3月1日までに1,896世帯4,596人に避難指示を出すとともに、2日午後には三陸町吉浜に避難所1か所開設して避難所の数は12となった。上の避難指示の対象者数となった4,596人は大船渡市の人口の14パーセントにあたる。
避難者数は大船渡市によると、3月4日7時時点で避難所に1,215人、親戚宅などに2,726人が避難し、市人口の12パーセントにあたる3,941人が避難生活を余儀なくされた。避難所の避難者数は3月6日18時頃に最大となり1,249人が避難した。
地元の綾里小学校は2月27日から休校となり、3月10日から別の小学校で授業を再開し、3月17日から元の校舎に復帰した。

### ライフライン
水道は、2月26日16時30分頃（推定）に小路、合足地区の42戸で断水が発生。その後、2月27日5時14分に田浜、石浜、港、岩崎、野形、宮野、野々前、白浜地区（795戸） 、3月2日16時45分に砂子浜地区（28戸）、3月3日11時48分に小石浜地域（38戸）、同日13時40分に長崎、外口地域（113戸）と蛸ノ浦、清水地域の各一部で断水が発生した（22戸）。断水は3月14日18時に全地区で解消された。
電力では、東北電力ネットワークが消火活動における公衆感電などの二次災害の防止のため、大船渡市の一部地域に対する送電を停止した。その後、設備の安全性が確認されていない79戸と全壊となったため供給困難な建物を除いて、9日3時30分までに送電を再開した。

### 公共交通機関
三陸鉄道は山林火災に伴い、リアス線の盛駅 - 三陸駅間で2月27日から3月1日まで運転を見合わせた。その後沿線への電力供給が停止したため、2日より運転見合わせの区間を盛駅 - 釜石駅間に拡大し、代行バスの運転を行った。その後、電力供給の再開と沿線の安全が確認されたことから、3月9日始発から三陸駅と釜石駅の間で本数を減らして折り返し運転を再開、11日に全線で運転を再開した。
路線バスは岩手県交通の綾里外口線が一部区間で運転を見合わせていたが、3月11日始発から通常運行を再開した。

### 科学観測
綾里にある気象庁の大気環境観測所で、全球大気監視計画の一環として行われていた二酸化炭素とメタンの濃度観測が2月21日10時から停止。
観測機器自体には火災による影響は及ばなかったため、3月21日10時より観測を再開した。

### 各事業所
大船渡市赤崎町にあるセメントメーカー太平洋セメントの工場は、従業員の安全確保のため2025年2月28日から稼働を停止した。3月7日13時頃から2基ある焼成炉のうちの1基の運転を再開させた。